# Буркхард фон дер Асебург
Буркхард фон дер Асебург (на немски: Burchard von der Asseburg, Ritter; * пр. 1261; † между 9 юли 1316 и 4 юли 1317) е рицар от род фон дер Асебург.

## Произход
Той е най-големият син (от 11 деца) на рицар Екберт фон Волфенбютел, преименуван на фон дер Асебург, († 9 август 1306/17 септември 1308) и съпругата му Алхайд фон Бракел († сл. 1273). Внук е на рицар Буркхард фон Волфенбютел († 1264?) и съпругата му фон дем Дике. Правнук е на трушсес Гунцелин фон Волфенбютел-Пайне († 1255), държавник и военачалник. Потомък е на Видекинд фон Волфенбютел († ок. 1118), който построява водния замък Волфенбютел и е основател на фамилията фон Волфенбютел, от която произлиза фамилията „фон дер Асебург“ от замък Асебург при Волфенбютел. Замъкът Асебург на река Асе при Волфенбютел е построен през 1218 – 1223 г. от дядо му Гунцелин фон Волфенбютел-Пайне. Брат е на рицар Екберт († 1321), Бертолд († сл. 1311), Йохан († сл. 1276), Вернер († сл. 1304) и Гунцелин († сл. 1304). Сестра му Фредеруна фон дер Асебург († сл. 1313) е омъжена за рицар Алберт фон Амелунксен († пр. 1310).

## Фамилия
Буркхард фон дер Асебург се жени за Агнес фон Бюрен († сл. 10 март 1316), дъщеря на Бартхолд II фон Бюрен († 1286/1287) и Ермгард фон Бройч († сл. 1312). Те имат десет деца:
- Алхайде фон дер Асебург († сл. 1316)
- Бертолд фон дер Асебург († 8 май 1315/4 юли 1317), женен за фон Шоненберг; имат един син Бертолд фон дер Асебург († сл. 8 март 1377)
- Буркхард фон дер Асебург († сл. 1325)
- Екберт фон дер Асебург († сл. 1337)
- Йохан фон дер Асебург († сл. 13 април 1348), женен за Агнес († сл. 1343); имат една дъщеря
- Вернер фон дер Асебург († сл. 7 април 1358), женен I. за Алхайдис († сл. 1326), II. ок. 1338 г. за Понцелина фон Ритберг († сл. 16 май 1353), дъщеря на граф Конрад II фон Ритберг († 1313)
- Ермгардис фон дер Асебург († 1356), омъжена за Херболд I фон Папенхайм († 1348)
- София фон дер Асебург († сл. 1342)
- Друда фон дер Асебург († сл. 1316)
- Регелинд фон дер Асебург, омъжена за Раве I фон Каленберг